# Eurytides dolicaon
Espèce
Eurytides dolicaon ou Machaon milan est un insecte lépidoptère de la famille des Papilionidae, de la sous-famille des Papilioninae et du genre Eurytides.

## Dénomination
Eurytides dolicaon a été décrit par Pieter Cramer en 1775 sous le nom de Papilio dolicaon.

### Noms vernaculaires
Eurytides dolicaon se nomme Dolicaon Kite Swallowtail en anglais.

### Sous-espèces
- Eurytides dolicaon dolicaon présent en Guyane.
- Eurytides dolicaon cauraensis Möhn, 2002; présent dans le sud-est du Venezuela.
- Eurytides dolicaon deicoon (C. et R. Felder, 1864); présent au Paraguay et dans le sud-est du Brésil.
- Eurytides dolicaon deileon (C. et R. Felder, 1865); dans l'est de la Colombie et de l'Équateur, en Bolivie, au Brésil et au Pérou.
- Eurytides dolicaon hebreus Brown et Lamas, 1994; présent en Colombie.
- Eurytides dolicaon septentrionalis Brown, 1994; présent à Panama.
- Eurytides dolicaon tromes (Rothschild et Jordan, 1906); présent dans le nord-ouest du Venezuela[1].

## Description
Eurytides dolicaon est un grand papillon d'une envergure de plus de 80 mm de couleur blanc crème aux veines marquées de noir avec à chaque aile postérieure une queue très longue et fine marron foncée ou noire à extrémité jaune. Une ornementation marron à noire en bordure, à l'apex et en bandes forme de grandes taches blanc crème. Il présente aux postérieures une ligne marginale de lunules bleues.

## Biologie

### Plantes hôtes
Les plantes hôtes de sa chenille sont des Guatteria,  Ocotea et Nectandra.

## Écologie et distribution
Il est présent dans tout le nord de l’Amérique du Sud 

### Biotope
Il réside dans la forêt humide.

### Protection
Pas de statut de protection particulier.